# Археологический музей Аланьи
Археологический музей Аланьи (тур. Alanya Arkeoloji Müzesi) — археологический музей в городе Аланья (Турция). Он имеет два отдела: археологический и этнографический. В музее хранится множество керамических, мраморных, бронзовых и стеклянных изделий и мозаик, относящихся к эллинистическому, римскому и византийскому периодам. Одним из самых примечательных артефактов в собрании музея является бронзовая статуя Геркулеса II века, высота которой составляет 52 сантиметра. Музей, основанный в 1967 году, подвергся реставрации в 2012 году.

## История
Археологический музей Аланьи был основан в 1967 году. На момент открытия его экспонаты были предоставлены Музеем анатолийских цивилизаций, располагающимся в Анкаре. Они относились к периодам раннего бронзового века, урартскому, фригийскому и лидийскому. Предметы, найденные при раскопках в киликийском Лаэрте, были подарены музею. Впоследствии собрание музея пополнилась артефактами, относящимися к эллинистическому, римскому и византийскому периодам в истории Малой Азии.

## Экспозиции

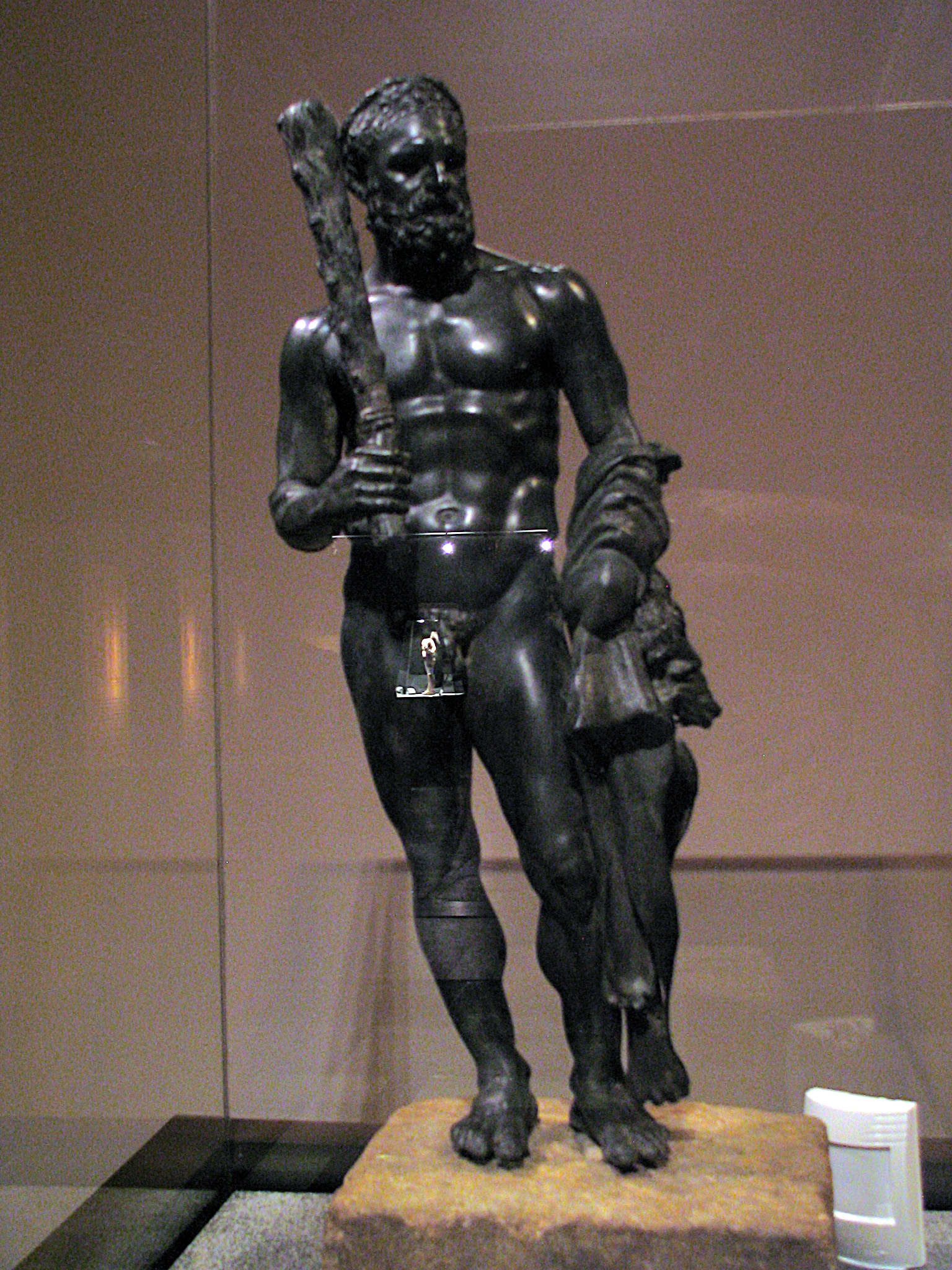
Бронзовая статуя Геркулеса

К наиболее примечательным экспонатам из коллекций музея можно отнести две хорошо сохранившиеся амфоры, извлечённые рыбаками из вод возле Антиохии при Краге и датированные 250-150 годами до н. э., оконные рамы с резными геометрическими узорами, необычная деревянная дверная рама с надписью "1237 год н. э. (1821)" и цветочным орнаментом по краям, монеты периода 700-500 гг. до н. э., а также письмо из 46 строк, написанное римским императором Септимием Севером гражданам Сиедры с выражением благодарности.
В центральном зале, посвящённом античной эпохе, выставлена надпись на камне серого цвета на финикийском языке, датируемая 625 годом до н. э. Также в экспозиции музея широко представлено традиционное искусство юрюков Аланьи: сумки из козьей шерсти, сумки, прикрепляемые к седлу, одежда, декоративные ткани, посуда, скатерти, столовые приборы, украшения, рукописные документы, письменные принадлежности, а также модельная комната, воспроизводящая повседневную жизнь этого кочевого народа. Отдельная экспозиция включает в себя эпиграфику и декоративные артефакты из православной церкви Святого Георгия в Аланье. В музее представлено множество экспонатов, связанных с навигацией, таких как модель корабля, нагруженного амфорами, найденными на дне Средиземного моря, которые использовались для транспортировки нефти, а также бронзовая ёмкость, украшенная скульптурой мифического Пегаса.

## Территории музея

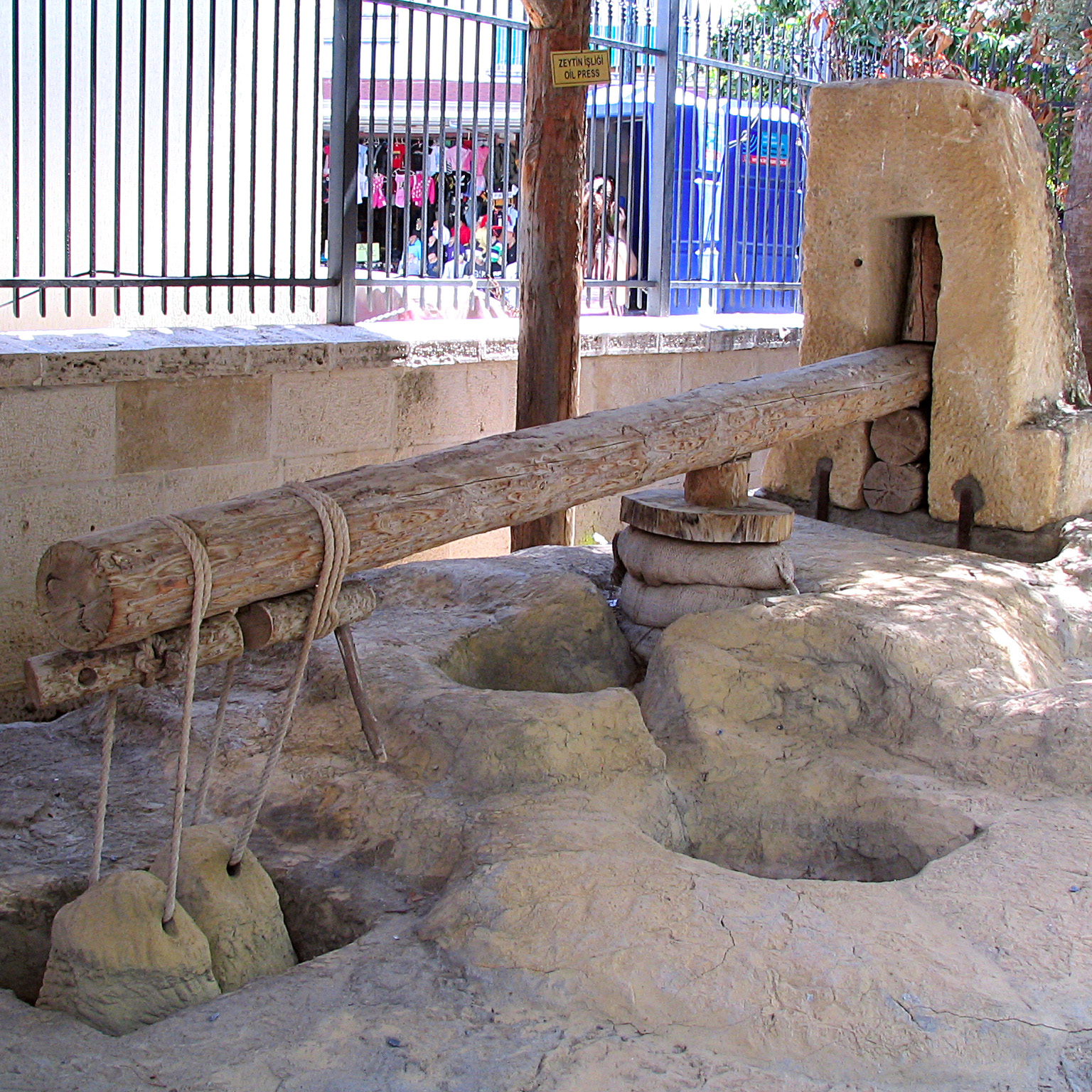
Пресс для отжима масла на территории музея

Музей окружён садом. Там выставлено большое количество артефактов, связанных с погребальной практикой римского и исламского периодов. На открытом воздухе также выставлены экспонаты, связанные с сельскохозяйственной деятельностью римлян, рассказывающие, например, о методах добычи нефти, применявшихся в древнем Средиземноморье.